# Фрідріх Кеттлер
Фрі́дріх фон Ке́ттлер (нім. Friedrich von Kettler; 25 листопада 1569 — 16 серпня 1642) — герцог Курляндії та Семигалії (1587–1595, 1617–1642), герцог Семигалії (1595—1617). Представник німецької династії Кеттлерів. Старший син Готтгарда Кеттлера.

## Біографія

### Молоді роки
Фрідріх Кеттлер народився 25 листопада 1569 року в Ризі, в Лівонії, в родині Готтгарда фон Кеттлера, першого герцога Курляндії і Семигалії, та його дружини Анни Мекленбург-Гюстровської. Він був старшим сином подружжя.

### Герцог Куляндії-Семигалії
За батьковим заповітом від 20 травня 1587 року Фрідріх отримав у спадок східну частину герцогства — Семигалію з центром у замку Мітава. Його молодшому братові Вільгельму, за умови досягнення повноліття, призначалася західна частина герцогства — Курляндія з центром у замку Гольдінген. До набуття молодшим братом правочинності Фрідріх одноосібно керував усім герцогством й носив батьківський титул герцога Курляндії і Семигалії. Він склав присягу на вірність королю Речі Посполитої Сигізмунду ІІІ Вазі й став його васалом.

### Герцог Семигалії
Після досягнення Вільгельмом повноліття в 1594 році, відповідно до батькової волі, брати уклали 23 травня 1595 року договір про поділ повноважень у герцогстві Курляндії і Семигалії. Згідно з договором старший Фрідріх отримував Семигалію з Мітавою, а молодший Вільгельм — Курляндію з Гольдінгеном. Перший став іменуватися герцогом Семигалії, а другий — герцогом Курляндії. За умовами договору створювалися окремі курляндський і семигальські суди, господарські адміністрації та низова судова ланка. Проте герцогство лишалося як єдине політичне ціле, в якому брати були співправителями. Зокрема, збори курлянської і семигальської шляхти мусили проходити спільно в єдиному Ландтазі. Верховний суд так само залишалася спільною інституцією Курляндії та Семигалії.
4 травня 1600 року Фрідріх одружився із Єлизаветою-Магдалиною Померанською, донькою померанського герцога Ернста-Людовіка з династії Грифичів, проте в шлюбі дітей не мав.
27 вересня 1605 року, під час польсько-шведської війни, Фрідріх брав участь у битва під Кірхгольмом, в якій командував трьома сотнями кінноти.

### Герцог Куляндії-Семигалії
10 серпня 1615 року Вільгельм убив лідерів шляхетської опозиції — братів Магнуса й Гергарда Нольде, й був змушений тікати з країни. 1616 року Ландтаг офіційно позбавив його права на престол. Фрідріха звинуватили як братового спільника, але він зміг виправдати себе на польському суді. Це врятувало самостійність герцогства, яке польський король і великий князь литовський Сигізмунд ІІІ Ваза, у зв'язку з політичною кризою, планував включити до складу Литви і поділити на воєводства.
18 березня 1617 року Фрідріх затвердив конституцію герцогства — «Формулу правління». Він також отримав братову частину Курляндії. Герцогство було перетворене на конституційну монархію.
1622 року, під час облоги Мітави шведами, Фрідріх був змушений тимчасово перенести свою резиденцію до Гольдінгену.
1625 року бездітний Фрідріх запропонував Ландтагу визнати його спадкоємцем небожа Якова, сина втікача Вільгельма. Шляхта не бажала цього і Ландтаг дав згоду на це лише через декілька років складних переговорів. 20 липня 1638 року Якова проголосили співправителем свого дядька, що забезпечило подальше існування герцогства.
Фрідріх Кеттлер помер 16 серпня 1642 року в Мітаві, в Семигалії, у віці 72-років. Його поховали у Мітавському замку.

## Титули
- 1633, листопад

Божою милістю, ми, Фрідріх, і ми, Яків, герцоги Курляднії і Семигалії в Лівонії.
Von Gottes gnaden wir Friedrich vnd wir Jacobus in Liefflandt zue Churlandt Semigallen Herzoge etc..

## Сім'я
- Батько: Готтгард фон Кеттлер (1517 — 1587) — перший герцог Курляндії і Семигалії.
- Матір: Анна Мекленбург-Гюстровська (1533 — 1602)
- Молодший брат: Вільгельм Кеттлер (1574—1640) — герцог Курляндії. ∞ 1609: Софія Прусська (1582—1610).
- Сестри:

Анна Кеттлер (1567—1617) ∞ 1586: Ольбрахт Радзивілл (1558—1592).
Єлизавета Кеттлер (?—1601) ∞ 1595: Адам-Вацлав Цешинський (1574—1618).
- Дружина (∞ 1600): Єлизавета-Магдалина Померанська (1580 — 1649) — донька Ернста-Людовіка, герцога Померанського.
- Діти: Якоб Кетлер (приймомний). Був всиновлений після смерті батька Якоба-Вільгельма I.

### Довідники
- Matthiesen, Heinz. Friedrich Kettler. // Neue Deutsche Biographie. Berlin, 1961, Band 5, S. 513 (Digitalisat).